# 第13特務旅団 (ウクライナ国家親衛隊)
第13特務旅団 ハルティヤ（だい13とくむりょだん ハルティヤ、ウクライナ語: 13-та бригада оперативного призначення «Хартія»）は、ウクライナ国家親衛隊の旅団。第2軍団隷下。ハルティヤ旅団とも。

## 歴史

### ロシアのウクライナ侵攻

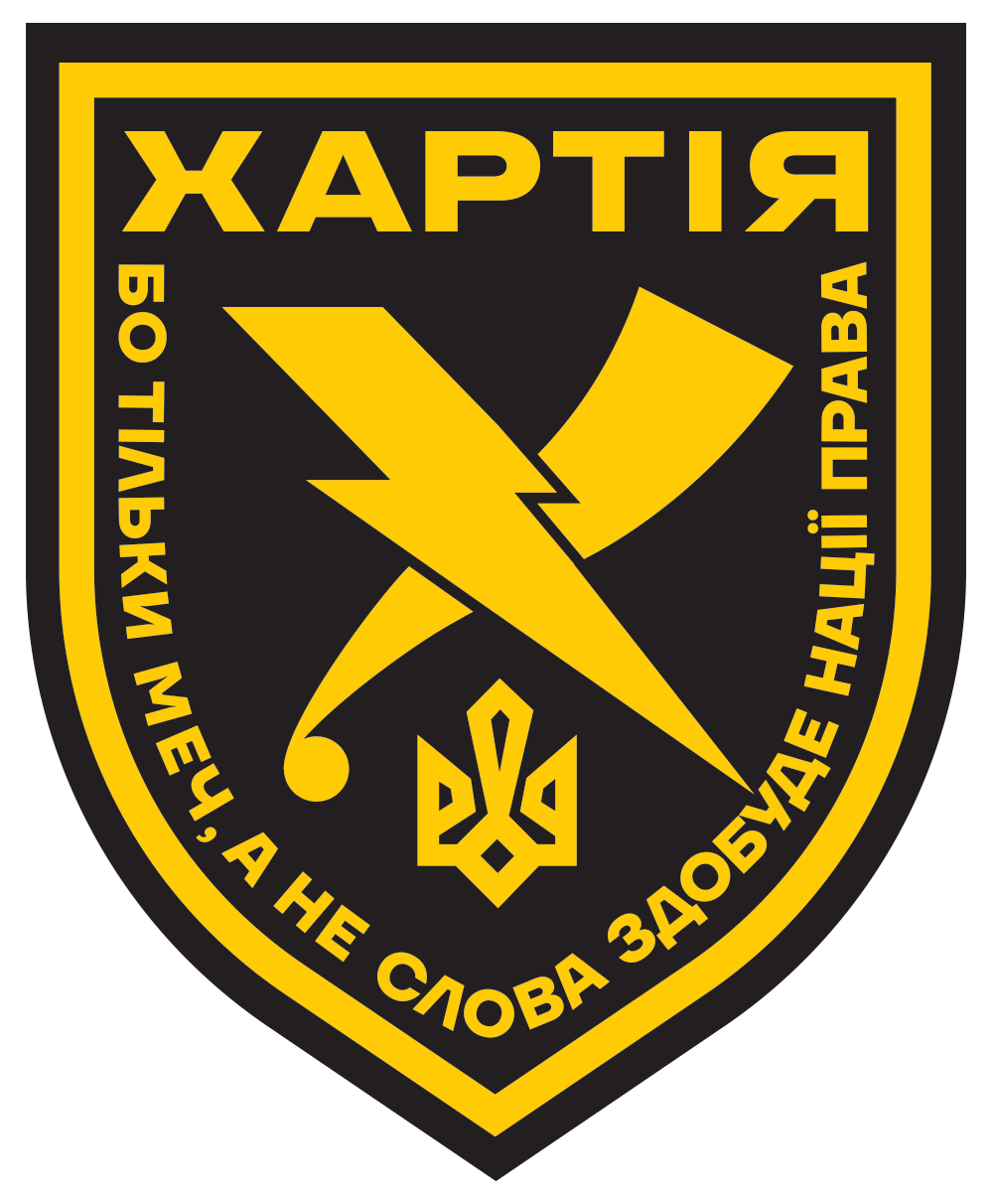
ハルティヤ領土防衛隊章

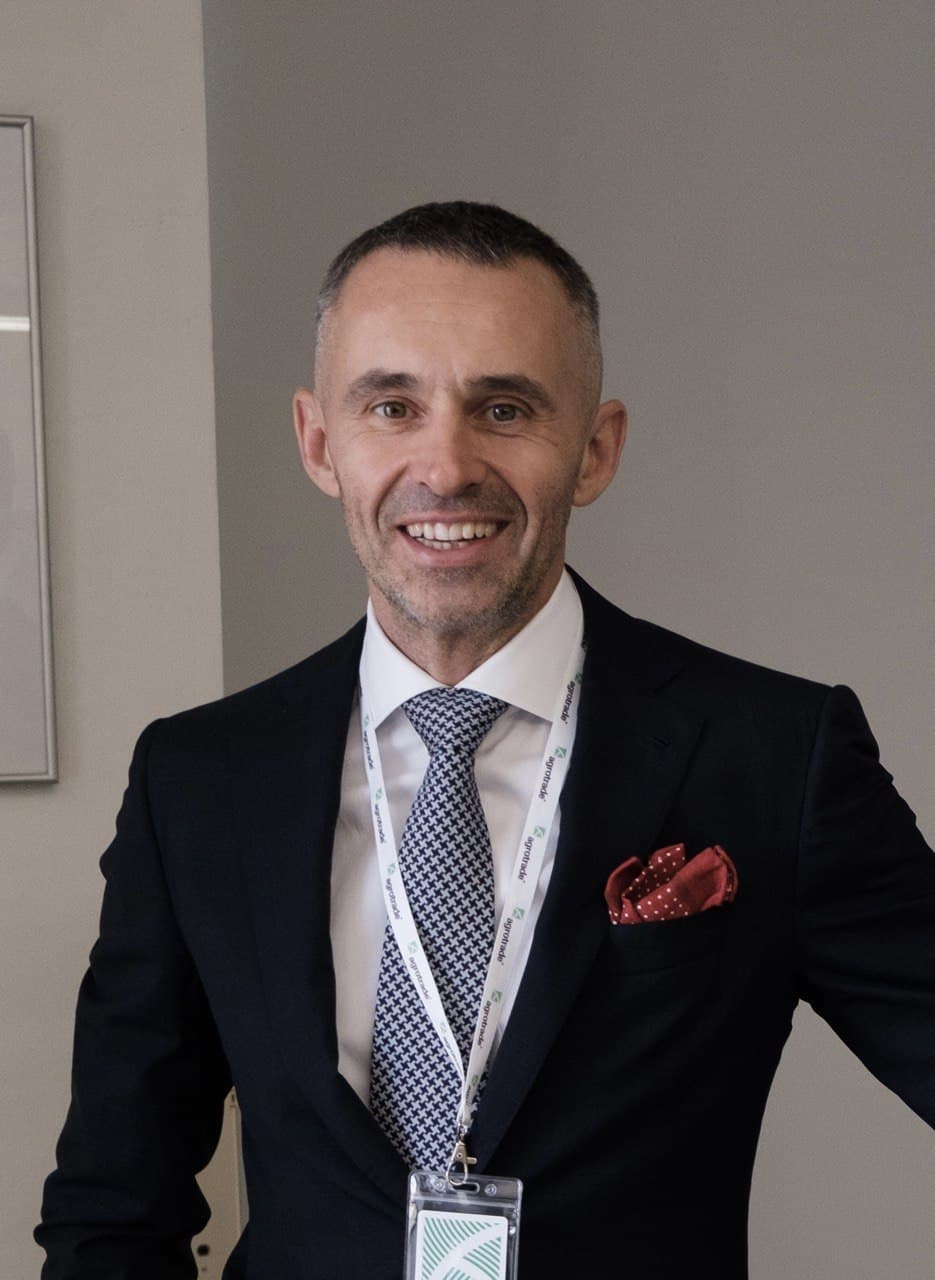
フセヴォロド・コジェミャコ大隊長

2022年3月19日、ロシアのウクライナ侵攻の影響に伴い、ウクライナ領土防衛隊第127独立領土防衛旅団隷下のハルティヤ領土防衛隊としてハルキウ州で創設された。創設者は侵攻後に志願兵としてスイスから帰国したウクライナの長者番付にランクする実業家フセヴォロド・コジェミャコで自ら大隊長に就任した。

#### 北東部・ハルキウ戦線
2022年4月、ロシアのウクライナ侵攻でロシアと国境を接する北東部ハルキウ州ハルキウ地区に配備され、5月にロシア軍を撃退してロシア国境まで押し戻した。

#### 東部・スヴァトヴェ-クレミンナ戦線
2022年11月、東部ルハーンシク州スヴァトヴェ地区に再配置され、スヴァトヴェ方面を防御した。12月にはバフムート方面のローテーションに参加した。
2023年3月、ウクライナ国家親衛隊に編入し、部隊増強に伴い、第13特務旅団に改編された。コジェミャコ大隊長が軍人ではないため、国家親衛隊のイーホル・オボレンスキー大佐が旅団長に就任した。
2024年1月、東部ルハーンシク州セヴェロドネツィク地区に再配置され、クレミンナ南のセレブリャンスキーの森でロシア軍の砲撃とドローン攻撃に加え、蚊の吸血攻撃にも悩まされながら5月まで戦線を維持した。

#### 東部・アウディーイウカ戦線
2024年5月、激戦地の東部ドネツィク州ポクロウシク地区に再配置され、第143独立歩兵旅団隷下の第467独立小銃大隊と共に友軍の救援でアウディーイウカ北のオチェレティネ方面を防御したが、同月にロシア軍が駐屯地のハルキウ方面で攻勢を開始したため、とんぼ帰りした。

#### 北東部・ハルキウ戦線

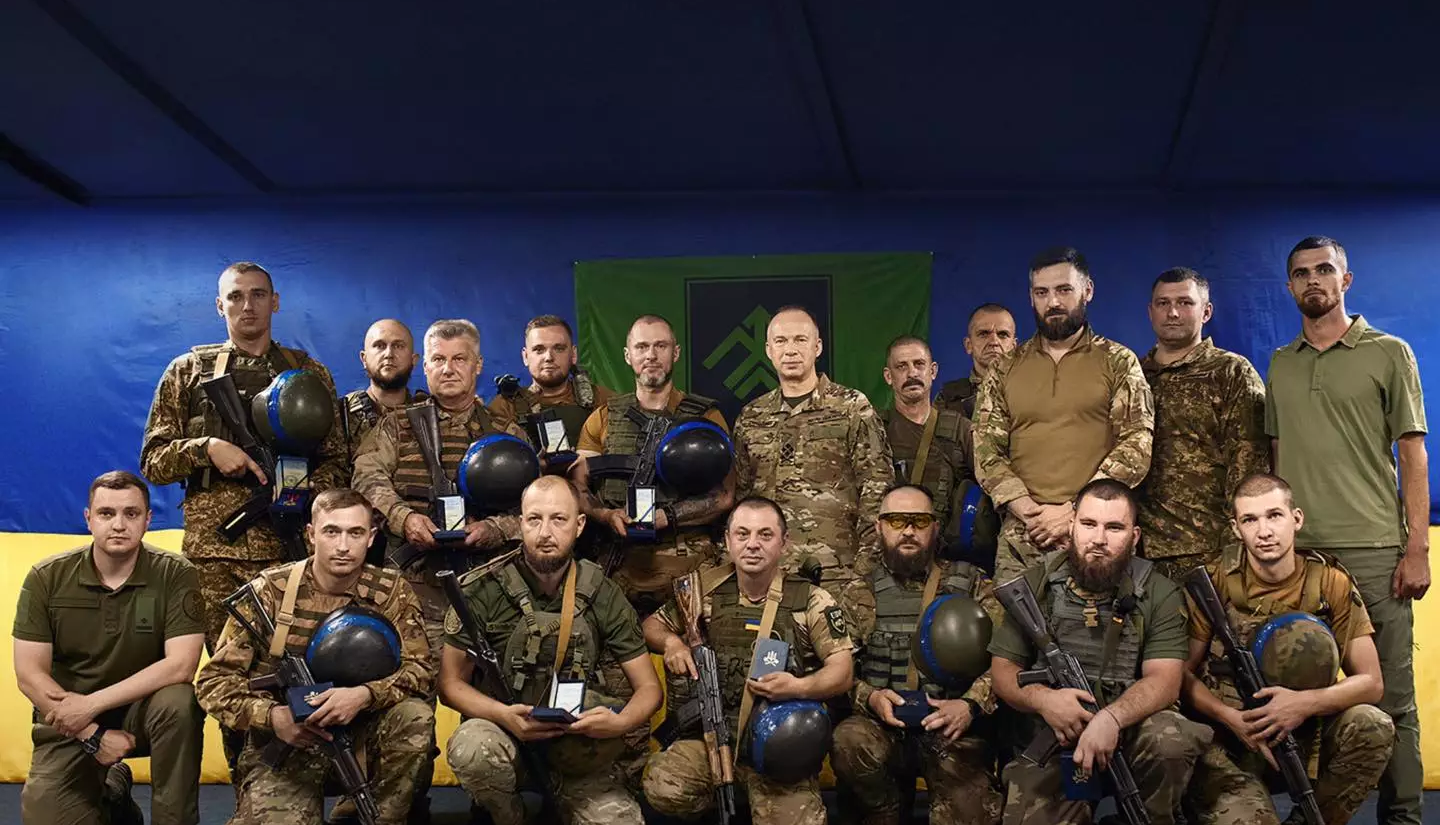
オレクサンドル・シルスキー総司令官と記念撮影する様子

2024年5月、ロシアと国境を接する北東部ハルキウ州ハルキウ地区に再配置され、友軍の救援でハルキウ北のリプツィ方面に展開した。
2025年3月、部隊増強に伴い、軍団に改編予定であることが報じられた。
2025年3月25日、勇気と勇敢さに対する栄誉賞を授与された。
2025年4月、第13旅団を基に第2軍団が設立された。また、第13旅団は第2軍団の指揮下に入った。

## 編制
- 旅団司令部（ハルキウ）
- 第1特務大隊
- 第2特務大隊
- 第3特務大隊
- 第4特務大隊
- 戦車中隊
- 偵察大隊

## 出身者
- セルヒー・ジャダン